# Santo Domingo International 2011
Die Santo Domingo International 2011 im Badminton fanden vom 27. bis zum 30. Oktober 2011 in Santo Domingo statt.

## Medaillengewinner
| Disziplin    | Gold                                   | Silber                             | Bronze                                  |
| ------------ | -------------------------------------- | ---------------------------------- | --------------------------------------- |
| Herreneinzel | Stephan Wojcikiewicz                   | Ilian Perez                        | Sattawat Pongnairat                     |
| Herreneinzel | Stephan Wojcikiewicz                   | Ilian Perez                        | Rodrigo Pacheco                         |
| Dameneinzel  | Anne Hald                              | Victoria Montero                   | Claudia Mayer                           |
| Dameneinzel  | Anne Hald                              | Victoria Montero                   | Barbara Matias                          |
| Herrendoppel | Gareth Henry Charles Pyne              | Francois Bourret Kevin Li          | William Cabrera Freddy López            |
| Herrendoppel | Gareth Henry Charles Pyne              | Francois Bourret Kevin Li          | Mathew Fogarty Nicholas Jinadasa        |
| Damendoppel  | Anne Hald Barbara Matias               | Orosameli Cabrera Berónica Vivieca | Cynthia González Victoria Montero       |
| Damendoppel  | Anne Hald Barbara Matias               | Orosameli Cabrera Berónica Vivieca | Genesis López Gisel Pujols Nuñez Yissel |
| Mixed        | Jose Vicente Martinez Sandra Chirlaque | William Cabrera Orosameli Cabrera  | Alberto Raposo Arianna L. Sanchez       |
| Mixed        | Jose Vicente Martinez Sandra Chirlaque | William Cabrera Orosameli Cabrera  | Lino Muñoz Cynthia González             |